# پوگوژه (استان سیلسیان)
پوگوژه (به لهستانی:  Pogórze) یک روستا در لهستان است که در گمینا سکوچوو واقع شده‌است. پوگوژه ۸٫۶۳ کیلومتر مربع مساحت و ۱٬۸۵۱ نفر جمعیت دارد.